# Matteo Gattaponi
Matteo di Giovannello Gattaponi (ur. ok. 1300 w Gubbio, zm. 1383 tamże) – średniowieczny architekt włoski, znany także jako Matteo di Giovannello, Matteo Giovannelli, Matteo Gattaponi lub po prostu Gattapone.

## Życiorys
Był jednym z ważniejszych architektów projektujących budowle cywilne i militarne czternastowiecznej Italii. Najważniejszym dziełem Gattaponiego jest tzw. Rocca Albornoziana – forteca górująca nad Spoleto. Budowla ta łączy w sobie potęgę obronności z wygodą rezydencji królewskiej. Ferdinand Gregorovius uważał ją za najpiękniejszą budowlę włoskiego średniowiecza.

## Projekty
Nazwisko Gattaponiego związane jest z różnymi konstrukcjami na terenie Umbrii i w Bolonii:
- Palazzo dei Consoli w Gubbio,
- zamki (wł. le Rocche) w Spoleto (1363) i Terni,
- Fortezza di Porta Sole w Perugii,
- dziedziniec Santa Giuliana w Perugii,
- arkady Palazzo della Signoria w Spoleto,
- loggie Palazzo dei Priori w Narni,
- Kaplica św. Katarzyny i w dolnym kościele Bazyliki św. Franciszka w Asyżu (powstała na zamówienie kard. De Albornoz),
- Kolegium Hiszpańskie w Bolonii.